# Xiphipyrgus
Xiphipyrgus is een geslacht van rechtvleugeligen uit de familie Pyrgomorphidae. De wetenschappelijke naam van dit geslacht is voor het eerst geldig gepubliceerd in 1982 door Kevan.

## Soorten
Het geslacht Xiphipyrgus  is monotypisch en omvat slechts de volgende soort:
- Xiphipyrgus tunstalli (Kevan, 1982)